# 君、花海棠の紅にあらず
『君、花海棠の紅にあらず』（きみ、はなかいどうのべににあらず、原題：鬓边不是海棠红、英題：Winter Begonia）は、2020年の中国のテレビドラマ。

## 概要
1930年代の北平を舞台に、天才的な才能を持つ京劇役者・商細蕊と、北平一の豪商・程鳳台との絆を描いた中国ドラマ。制作期間は2018年12月～2019年4月。
日本語字幕翻訳は本田由枝ら。字幕翻訳監修はY2CWORKS。

## 配信および放送
| 配信サイト・放送局 | 地域           | 初回           |
| ------------------ | -------------- | -------------- |
| iQIYI              | 中国大陸       | 2020年3月20日  |
| 愛奇藝台灣站       | 台湾           | 2020年3月20日  |
| Astro Quan Jia HD  | マレーシア     | 2020年4月1日   |
| 北京卫视           | 中国大陸       | 2020年8月7日   |
| 安徽卫视           | 中国大陸       | 2020年8月10日  |
| Hub VV Drama       | シンガポール   | 2020年10月20日 |
| 美國中天頻道       | アメリカ合衆国 | 2020年10月12日 |
| BS12               | 日本           | 2021年5月19日  |
| 四川卫视           | 中国大陸       | 2021年10月26日 |

## 登場人物：キャスト
- 商細蕊：尹正(イン・ジョン)

1913年7月28日生まれ。京劇一座・水雲楼の座長で、梨園界隈では名の知られた若手の名優。主に女役を演じるが、稀に男役も演じる。天賦の才を持ち、かつ芝居のためなら努力を惜しまない。衣装や小道具のクオリティも追求し、しばしば高額の買い物をする。団員へ要求する芝居のレベルも高く、指導は厳しい。実力が無いとみなした役者には年功序列関係なく不遜な態度を取るため、敵も多い。
頑固かつ幼い一面があり、座長という立場であるにもかかわらず金銭管理に疎い、すぐに手が出るなどの描写がある。食欲旺盛で、ものを食べる描写が作中に多い。恐慌をきたすと、男性数人がかりでも抑えきれないほどに暴れる発作のようなものを起こす。好物は豚のすね肉。苦手なものは赤ん坊。
5歳のときに家族とはぐれ、その後水雲楼に売られて商菊貞の厳しい指導を受ける。漢詩を諳んじられたことから教養ある家の子と思われたが、字は簡単なものしか書けず、そのまま成長したためほぼ文盲といえる。
役者として観客の期待に応えることを重視しながらも、観客が減る一方の崑曲の存続を望むなど、梨園のありかたにも本人なりの考えを持っている。映画や、仮面劇である日本の能などについてはあまり良い感想を述べない。
- 程鳳台：黄暁明(ホアン・シャオミン)

北平一の豪商かつ曹司令官の義弟であり、財力、身分共に世間から一目置かれている人物。『二旦那(二爺)』と呼ばれる。商売のためなら時には匪賊と渡り合うことも厭わない胆力の持ち主。拳銃を携帯しており、射撃の腕前も相当のもの。潔癖症。
上海出身。イギリスへ留学していたが家が没落したために呼び戻され、湘児を娶って家業を再興させた。母は歌手だったが程家の家風と反りが合わず、鳳台が幼い頃に家を出ている。
京劇に興味はなかったが、商細蕊が演じた百花亭を観て心を奪われ、水雲楼のパトロン(財神)となる。細蕊とは深い絆で結ばれ、互いを『知音』としている。
曹司令官の義弟という立場から軍人とも繋がりがあり、日本軍の侵攻に伴ってある策に関わることとなる。
- 范湘児：佘詩曼(カーメイン・シェー)

鳳台の妻。鳳台との間に息子が一人いる。古い考えの持ち主で芝居や役者を下に見ており、京劇一座に入れ込む夫に初めは良い顔をしなかった。姪である鳳乙を可愛がるなど、懐に入れた相手には愛情深い人物。

### 鳳台の親族
| 役名   | 演                | 紹介 |
| 程美心 | 劉敏 (リウ・ミン) | 鳳台の姉。曹司令官の夫人。 |
| 曹万鈞 | 黒子              | 軍の高官。曹司令官と呼ばれる。美心の夫で鳳台の義兄。細蕊を気に入っている。                                                     |
| 察察児 | 張譯兮            | 鳳台の妹。 |
| 范漣   | 米熱 (ミー・ラー) | 湘児の弟。遊び好きのトラブルメーカーで、面倒を起こしては姉夫妻に泣きつく。審美眼は確か。細蕊のファン。                         |
| 范鳳乙 |                   | 范漣の娘。母が鳥を模した玉飾りを持っていたため『鳳凰の尾』の意で鳳尾と名付けられたが、細蕊の提案で北平風に"尾"を"乙"に変えた。 |

### 水雲楼
| 役名   | 演     | 紹介 |
| 小来   | 李春嬡 | 細蕊の付き人で一座全体の世話係。炊事洗濯から身売り証文の管理まで、裏方仕事の一切を取り仕切る。舞台に立つことはないが、細蕊の芝居をこよなく愛し彼を慕う。                                 |
| 十九   | 方安娜 | 細蕊の姉弟子の一人。はっきりとものを言う性格。鳳台に気があるらしい。 |
| 六月紅 | 何瑞賢 | 薛千山の子を妊娠する。芝居を辞めることになり、細蕊に激怒された。 |
| 臘月紅 | 鄭龍   | 役者・商細蕊を眩しく思いながらも、座長としての細蕊の厳しい態度に鬱屈している様子を度々見せる。六月紅に想いを寄せる。後に劉漢雲に従って一座を離れる。                                     |
| 周香芸 | 黄星羱 | 小周子と呼ばれる。四喜児の元で虐待されていたが、後に憧れていた細蕊の弟子となり芸名を与えられた。細蕊に認められる素質はあるものの、自分の芸に自信が持てず萎縮してしまうという欠点がある。 |
| 商菊貞 | 王茂蕾 | 故人。水雲楼の先代座長で細蕊の養父。稽古に熱を入れるあまり実子の脚を折るなど、非常に激しい気性の人物。侯玉魁と交流があった。                                                             |

### 梨園関係者
| 役名   | 演     | 紹介 |
| 姜栄寿 | 金士杰 | 北平梨園協会の会長。細蕊とは折り合いが悪い。 |
| 姜登宝 | 汪汐潮 | 栄寿の息子。父の威光を笠に着て居丈高に振る舞うが、芝居の実力は無く、細蕊とは折り合いが悪い。 |
| 陳紉香 | 檀健次 | 栄寿の甥。主に女役を演じる。細蕊と同年代の役者の中では、彼と比肩する実力の持ち主。栄寿によって何かと細蕊と競わされるが、本人は細蕊に対して悪い感情を持っていない。                                                                     |
| 寧九郎 | 雷漢   | 西太后にも実力を認められた往年の名優。主に女役を演じる。細蕊が最も尊敬する役者。細蕊からは何度も弟子入りを申し込まれているがすべて断り、『年の離れた友人』として接する。斉王の元に寄寓している。穏やかに見えて果断な手を繰り出す人物。 |
| 侯玉魁 | 沈保平 | 往年の名優。主に男役を演じる。気難しい性格だが細蕊からは尊敬されている。阿片が手放せなくなっており体力が衰えている。 |
| 蔣夢萍 | 白冰   | 細蕊が最も懐いていた姉弟子(師姐)。芝居よりも己の恋を選んだとして、後に細蕊に激怒される。夢萍自身は親しくしていた頃と変わることなく、弟弟子の難しい性格を案じ続けていた。                                                               |
| 兪青   | 高雨児 | 名家の令嬢 |
| 原小荻 | 杜淳   | 役者 |
| 四喜児 | 孫迪   | 小周子のかつての師匠だが、自分より実力がありそうだと察して彼を虐待していた。梅毒に罹っている。 |

### その他
| 役名   | 演     | 紹介 |
| 杜洛城 | 李澤鋒 | 『七坊ちゃん』と呼ばれる。芸術を愛する教養豊かな文筆家。感情の発露が激しい。細蕊の熱烈なファンで京劇の脚本も書く。複数の筆名で北平時報に寄稿している。イギリス留学の経験がある。                   |
| 薛千山 | 程楓   | 新聞・北平時報の社長。洛城とは愚痴に付き合わされ奢らされる仲。妻が多く、六月紅もその一人。 |
| 曾愛玉 | 湯晶媚 | 范漣の情人で鳳乙の母。鳳台に娘を託して去る。兄がいる。 |
| 曹貴修 | 唐曾   | 曹万鈞の長男。美心と血のつながりは無い。国を憂い、鳳台に接近する。 |
| 古大犁 | 黄聖依 | 絡子嶺一帯を縄張りとする匪賊の長。父が鳳台と義兄弟の仲だったため、彼とは昔馴染みである。貴修との間に一男・大虎を産む。                                                                             |
| 斉王   | 張弓   | 清朝の旧皇族。本名は不明。芝居好きで、寧九郎を屋敷に寄寓させている。 |
| 劉漢雲 | 侯岩松 | 国民政府の高官。細蕊への支援を申し出、義父となる。清朝では、劉謹雲の名で出仕していた堅物の官吏だった。西太后に諫言して怒りを買ったところを、寧九郎に助けられた過去がある。臘月紅を手元に引き抜く。 |
| 雪之誠 | 許之糯 | 日本人。本名・九条和馬。軍人の弟だが争いごとを好まず、芸術を愛する。細蕊のファンで彼と交流を深めたいと願っているが、日本の軍人の身内であるため終始つれなくされる。                                 |
| 坂田   | 李昂   | 日本人。軍人で階級は大佐。雪之誠の兄の部下。九条家の家臣筋にあたる。鳳台に接近する。 |

## サウンドトラック
| #  | タイトル                         | 作詞         | 作曲   | 歌     |
| -- | -------------------------------- | ------------ | ------ | ------ |
| 1. | 「鬢辺不是海棠紅」(オープニング) | 于正         | 陸虎   | 陸虎   |
| 2. | 「此生」(エンディング)           | 于正         | 陸虎   | 信     |
| 3. | 「此生此時」(挿入歌)             | 于正         | 王耀光 | 王一哲 |
| 4. | 「假戯真意」(小説公式テーマ曲)   | 并瓦（渝州） | 許靖韻 | 許靖韻 |

## 登場する演目
出典

### 実在するもの
| 演目・場面         | 流派・作者       | 備考     |
| 百花亭(貴妃酔酒)   | 梅派(梅蘭芳創始) |          |
| 虞小翠             | 徐派(徐碧雲創始) |          |
| 人面桃花           | 朱琴心           |          |
| 打厳嵩             | 麒派(周信芳創始) |          |
| 覇王別姫           | 梅派             |          |
| 救風塵             | 関漢卿           | 崑曲     |
| 晴雯撕扇           | 荀派(荀慧生創始) |          |
| 長生殿             | 洪昇             | 崑曲     |
| 戦宛城より思春     |                  |          |
| 閻婆惜             |                  |          |
| 玉簪記より朝元歌   | 高濂             | 崑曲     |
| 紅鬃烈馬より武家坡 |                  |          |
| 雷峰塔より断橋     | 方成培           | 崑曲     |
| 紅楼二尤           |                  |          |
| 蘇三起解           |                  |          |
| 撃鼓罵曹           |                  |          |
| 梁紅玉             |                  |          |
| 女起解             |                  |          |
| 紅鬃烈馬より大登殿 |                  |          |
| 大西廂より照花台   |                  | 京韻大鼓 |

### 作中で杜洛城が作ったもの
- 趙飛燕
- 潜龍記
- 鳳仙伝